# Sicydium hildebrandi
Sicydium hildebrandi är en fiskart som beskrevs av Eigenmann, 1918. Sicydium hildebrandi ingår i släktet Sicydium och familjen smörbultsfiskar. Inga underarter finns listade i Catalogue of Life.